# Tenshinhan
Tenshinhan er en tre-øjet japansk fiktiv tegneseriefigur, fra tegneseriemangaen Dragon Ball og tegnefilmserien Dragon Ball Z. Han er trænet af kampmesteren Kame-Sennins rival Tsuru-Sennin. Som udgangspunkt ville Tenshinhan originalt være en dræber. Han starter med at være fjende af Son-Goku, men efter at have kæmpet mod ham og Kame-Sennin, kommer han på bedre tanker, løsriver sig fra sin gamle mester og bliver vennerSon-Goku og hans allierede. Han er ofte i selskab med Chao-Zu, hans træningspartner og bedste ven, som han kan kommunikere med telepatisk.
Ved sin introduktion er Tenshinhan blandt de stærkeste krigere i serien. Ligeså stærk som Son-Goku hamselv. Med sit tredje øje registrerer han meget bedre fjendens bevægelser, og det gør ham til en meget god kampudøver. Som de fleste af de andre karakterer, forsvinder hans relative styrke hurtigt i takt, med at historien fremskrider.
En stor håndfuld af de første optrædener af karakterer i de tidlige kapitler af Dragon Ball-serien og Tenshinhan var blandt dem. Han blev inspireret af en figur fra Journey to the West: hans unikke evne til at have et tredje øje, stammede fra den kinesiske gud Erlang Shen.

## Sagaen om Tenshinhan
Tenshinhan bliver første gang introduceret i Dragon Ball serien under den 22. Kampsportsturnering (Tenka'ichi Budôkai) under Tenshinhan Sagaen. Han er elev på Traneskolen, der har som mål for ham og hans kampkammerat Chao-Zu, at bekæmpe eleverne på hans Sensai Tsuru-Sennins rival, Kame-Sennin. Skildpadeskole. Tenshinhan gennemgår en meget lille modstand under turneringens indledende runder, og klarer sig nemt igennem til finalerne.
Ved hjælp af at bruge Chao-Zus telepatiske kræfter, til at styre rækkefølgen i kvartfinalerne, bestemmer Tenshinhan sig for, først at møde op mod Skildpaddeskolens elev Yamchu, som han har udvekslet fjendtlige ord med siden starten af turneringen. Yamchu fremviser en større kampkraft end Tenshinhan regnede med, men var stadig ikke nogen bemærkelsesværdig trussel mod Tenshinhan, som ikke blot besejrede ham, men gik videre og afsluttede kampen ved unødvendigvis at brække Yamchus ben. Hurtigt efter kampen, tilegner Tenshinhan sig viden omkring hans tidligere træner og idol Tao Baibai, og hans drabsmand Son-Goku, og turneringen udvikler sig mere til hævn end sejr.
Tenshinhans næste modstander er vinderen af den forrige kampsportsturnering, Jackie Chun. Jackie Chun udfordrede Tenshinhan, ikke blot i fysisk kamp, men også for at advare ham mod at følge den onde side. Med hjælp fra sin mester, finder Tenshinhan ud af at Jackie Chun rent faktisk er Kame-Sennin i forklædning og det lykkedes for ham at lave skildpaddemesterens kendetegns teknik, Kamehameha (Dragon Ball)|Kamehameha (som han lærte i kampen mod Yamchu) imod ham. Efter dette, opgiver Kame-Sennin kampen og hopper ud af ringen. Kort efter får Tenshinhan fat i Kame-Sennin, for at få afsløret fordelen ved tilbagetrækningen, til hvilket Kame-Sennin svarer ved at fortælle Tenshinhan, at det er tiden for unge kæmpere, inklusive Tenshinhan, at tage hans plads.
Tenshinhan formår at kæmpe i finalekampen mod Son-Goku i egen høje person. Son-Goku er en kraftfuld modstander og kampen lader til at være jævnbyrdig indtil Son-Goku pludselig bliver ude af stand til at slå eller parere et angreb uden at være paralyseret. Tenshinhan finder hurtigt ud af at Chao-Zu dominerer kampen under Tsuru-Sennins ordrer, og befaler Chao-Zu om at stoppe, siden han ønsker en fair kamp. Tsuru-Sennin opfatter dette som forræderi og beordrer Tenshinhan, til at dræbe Son-Goku, men Tenshinhan nægter; Kame-Sennins ord har vist sin sandhed og Tenshinhan ønsker ikke længere at være en fremtidig lejemorder. Den nu frustrerede Tsurusennin beordrer Chao-Zu til både at dræbe Tenshinhan og Son-Goku og da Chao-zu nægter, truer Tsuru-Sennin med at dræbe ham i stedet. Kame-Sennin sætter en ende på dette ved at blæse Tranemesteren væk fra stadion med en Kamahameha, der tillader Tenshinhan og Son-Goku til at koncentrere sig om deres kamp.
Tenshinhan og Son-Goku fortsætter med at kæmpe indtil Tenshinhan til sidst bestemmer sig for at sætte en ende på den, ved at bruge sin bedste angrebsteknik, Kikukanonen. Han advarer Son-Goku om at undvige strålen, der tvinger ham ud af ringen, da der ikke er nogen chance for at overleve, ved at blive ramt af den. Tenshinhan formår at bruge angrebet og destruerer hele arenaen; på grund af hans advarsel, undviger Son-Goku ved springe utroligt højt op i luften. Tenshinhan er overbevist om, at han har vundet kampen på det tidspunkt, da han er i stand til at flyve og Son-Goku ikke er. Men Son-Goku bruger en sidste Kamehameha til at slynge sig selv ind i Tenshinhan som en raket. Begge kæmpere falder efterfulgt begge til jorden, Son-Goku lige forrest. Son-Goku forsøger at bruge et andet, mindre Kamehameha for at sænke farten ned, men bliver ramt af en lastvogn og lander først. Tenshinhan lander øjeblikkeligt efter og vinder derfor turneringen.
Efter kampen tilbyder Tenshinhan Son-Goku halvdelen af pengegevinsten, da han opdager at hans sejr, mere skyldtes held. Han undskylder også overfor Yamchu for at have brugt urimelige metoder under deres kamp. Kame-Sennin tilbyder Tenshinhan at bo i Kame House, men Tenshinhan afslår, og fastholder at han ikke vil lære kampkunst af en anden, selvom han har forrådt sin mester.

## Sagaen om Ærkedjævelen Piccolo
Det gode humør er kortvarigt, da skildpaddeeleven Kuririn uventet bliver myrdet, da han kort er adskilt fra gruppen. Sammen med hans krop, er der en besked med symbolet 'Ma' (Djævel) på den. Kame-Sennin fortæller alle, at det repræsenterer en utrolig stærk fjende ved navn Ærkedjævelen Piccolo, der blev forseglet for århundreder siden af Kame-Sennin og Tsuru-Sennins gamle læremester Mutaito. Mutaitos styrke var langt fra Piccolos, så han fandt en hemmelig selvmorderisk teknik ved navn Mafuba, og det lykkedes ham at fange Piccolo i en riskoger forseglet med magi, men Kame-Sennin og de andre erfarer at han er blevet løsladt. Da Son-Goku hører dette, stadig ikke helt frisk fra kampen mod Tenshinhan, styrter han af sted for at tage hævn.
Ved at opfatte alvoren i situationen, melder Tenshinhan sig til hjælpe alt hvad han kan. Han bliver informeret om de syv Drage Kugler, der som samlede kan frembringe Drage (fabeldyr)|dragen Shenlong, og opfylde et hvilket som helst ønske. Sammen med Chao-Zu og Kame-Sennin er Tenshinhan hurtigt på en jagt efter at samle dem alle sammen, så de kan udrydde Piccolo (Dragon Ball)|Piccolo. Efter at have fundet adskillige af dem, fortæller deres radar, der beskriver Drage Kuglernes lokalisering, at den resterende kugle faktisk kommer imod dem, hvilket betyder at Piccolo også søger Drage Kuglerne og kommer efter deres. 
Før Piccolo når at konfrontere dem, slår Kame-Sennin uventet Tenshinhan ud og gemmer ham i en hule. Kame-Sennin indstiller sig på at bruge en Mafuba imod Piccolo og, siden Son-Goku allerede er regnet som dræbt, betragter den gamle mester Tenshinhan som planetens sidste håb hvis han fejler. Halvt ved bevidsthed, kan Tenshinhan ikke gøre andet end at bevidne Kame-Sennins ultimative mislykkede forsøg, mod den magtfulde Ærkedjævel. Piccolo spilder ikke tiden på at forbinde Drage Kuglerne sammen, og tilkalde Drage (fabeldyr)|dragen og i desperation beordrer Tenshinhan Chao-Zu til, at ønske et hurtigt ønske om at tilintetgøre Piccolo, før Ærkedjævelen selv kan nå at ønske. Chao-Zu forsøger sit bedste, men bliver med det samme dræbt fra et skud af Piccolo, midtvejs inde i sin sætning, og Tenshinhan kan kun se til. Piccolo fortsætter med at fremsige sit ønske, og ødelægger efterfulgt dragen, velvidende at det er den eneste ting, der kan stoppe ham.
Efter at have genvundet sin bevægelighed, og Piccolo er langt væk, træner Tenshinhan at bruge Mafuba teknikken som, som han lært ved at se Kame-Sennin udføre den. Da han mestrer den fuldkomment, drager Tenshinhan af sted til Piccolos placering i Kejserens Slot i verdens hovedstad, for at konfrontere dæmonen. Efter han ankommer og udfordrer Piccolo, er han skrækslagen over at opdage at riskogeren, der skulle bruges som fængsel har fået tilført et hul, og er blevet ubrugelig efter hans træning. Ved at have erfaret det, må Tenshinhan droppe Mafubaen og han bestemmer sig for at angribe Piccolo alligevel.
| Anime- eller mangafigur | Spire Denne artikel om en anime- og/eller mangafigur er en spire som bør udbygges. Du er velkommen til at hjælpe Wikipedia ved at udvide den. |